# Apple TV

Apple TV

Apple TV là một thiết bị đa phương tiện kỹ thuật số và microconsole được Apple Inc. phát triển và đưa ra thị trường. Apple TV không phải là một chiếc TV mà là một thiết bị mạng và thiết bị giải trí cỡ nhỏ và có khả năng nhận các dữ liệu số từ một số nguồn và chuyển tín hiệu trực tiếp ra một thiết bị truyền hình khác.
Apple TV sử dụng giao tiếp qua cổng HDMI. Để xem được nội dung của Apple TV, nó phải được kết nối với một TV hay một màn hình ngoài có độ nét cao thông qua cáp HDMI. Thiết bị này không có bộ điều khiển tích hợp và chỉ có thể được điều khiển từ bên ngoài qua Apple Remote, hoặc sử dụng tính năng hồng ngoại/bluetooth của ứng dụng Apple TV Remote (có thể tải xuống từ App Store) trên các thiết bị dùng iOS, như iPhone, iPod Touch, iPad, và Apple Watch qua Wi-Fi, hoặc thông qua các điều khiển từ xa dùng hồng ngoại của các hãng thứ ba.
Apple TV sử dụng hệ điều hành tvOS. Phiên bản mới nhất là Apple TV 4K thế hệ thứ 5.

## Lịch sử
| Thế hệ | Thế hệ thứ nhất                                                           | Thế hệ 2                                                          | Thế hệ 3                                                                   | Thế hệ 3 Rev. A                                                           | HD (thế hệ 4)                                                      | 4K (thế hệ 5)                                                      |
| --- | ------------------------------------------------------------------------- | ----------------------------------------------------------------- | -------------------------------------------------------------------------- | ------------------------------------------------------------------------- | ------------------------------------------------------------------ | ------------------------------------------------------------------ |
| Ngày ra mắt | ngày 9 tháng 1 năm 2007                                                   | ngày 1 tháng 9 năm 2010                                           | ngày 7 tháng 3 năm 2012                                                    | ngày 28 tháng 1 năm 2013                                                  | ngày 30 tháng 10 năm 2015                                          | ngày 22 tháng 9 năm 2017                                           |
| Ngừng sản xuất | ngày 1 tháng 9 năm 2010                                                   | ngày 7 tháng 3 năm 2012                                           | ngày 10 tháng 3 năm 2013                                                   | ngày 8 tháng 9 năm 2016                                                   | 64 GB: ngày 12 tháng 9 năm 2017 32 GB: In production               | In production                                                      |
| Model number - Model ID - Order number | A1218 - AppleTV1,1 - MA711                                                | A1378 - AppleTV2,1 - MC572                                        | A1427 - AppleTV3,1 - MD199                                                 | A1469 - AppleTV3,2 - MD199                                                | A1625 - AppleTV5,3 - MGY52 for 32 GB models MLNC2 for 64 GB models | A1842 - AppleTV6,2 - MQD22 for 32 GB models MP7P2 for 64 GB models |
| Vi xử lý | 1 GHz Intel "Crofton" Pentium M                                           | 1 GHz Apple A4 (ARM Cortex-A8)                                    | 1 GHz Apple A5 (single core ARM Cortex-A9, dual core with one core locked) | 1 GHz Apple A5 (ARM Cortex-A9, single core - redesign from A5 dual core). | 1.5 GHz dual-core Apple A8                                         | 2.38 GHz hexa-core Apple A10X Fusion                               |
| Nhân đồ họa | Nvidia GeForce Go 7300 with 64 MB of VRAM                                 | Apple A4 (PowerVR SGX535)                                         | Apple A5 (PowerVR SGX543MP2)                                               | Apple A5 (PowerVR SGX543MP1)                                              | Apple A8 (PowerVR Series 6XT GX6450)                               | Apple A10X Fusion                                                  |
| Bộ nhớ RAM | 256 MB of 400 MHz DDR2 SDRAM                                              | 256 MB LPDDR2                                                     | 512 MB LPDDR2[unreliable source?]                                          | 512 MB LPDDR2[unreliable source?]                                         | 2 GB LPDDR3                                                        | 3 GB LPDDR4                                                        |
| Ổ cứng | 40 or 160 GB integral HDD                                                 | 8 GB NAND flash for cache                                         | 8 GB NAND flash for cache                                                  | 8 GB NAND flash for cache                                                 | 32 or 64 GB NAND flash                                             | 32 or 64 GB NAND flash                                             |
| Kết nối ngoại vi |                                                                           |                                                                   |                                                                            |                                                                           |                                                                    |                                                                    |
| HDMI (unspecified) | HDMI (unspecified)                                                        | HDMI (unspecified)                                                | HDMI (unspecified)                                                         | HDMI 1.4                                                                  | HDMI 2.0a                                                          |                                                                    |
| Component video | N/A                                                                       | N/A                                                               | N/A                                                                        | N/A                                                                       | N/A                                                                |                                                                    |
| Optical audio | Optical audio                                                             | Optical audio                                                     | Optical audio                                                              | N/A                                                                       | N/A                                                                |                                                                    |
| USB 2.0 (officially for service use only, though hackers have managed to allow connectivity of hard disks, mice, and keyboards)                                                                                | Micro-USB (reserved for service)                                          | Micro-USB (reserved for service)                                  | Micro-USB (reserved for service)                                           | USB-C (for service and developer use)                                     | N/A                                                                |                                                                    |
| N/A | N/A                                                                       | N/A                                                               | N/A                                                                        | Lightning port to charge Siri Remote                                      | Lightning port to charge Siri Remote                               |                                                                    |
| Kết nối không dây |                                                                           |                                                                   |                                                                            |                                                                           |                                                                    |                                                                    |
| Wi-Fi 4 (802.11b/g and draft-n) (Broadcom BCM94321MC, dual-band, 300 Mbit/s) | Wi-Fi 4 (802.11b/g and draft-n) (Broadcom BCM4329, dual-band, 150 Mbit/s) | Wi-Fi 4 (802.11a/b/g/n) (Broadcom BCM4330, dual-band, 300 Mbit/s) | Wi-Fi 4 (802.11a/b/g/n) (Broadcom BCM4330, dual-band, 300 Mbit/s)          | Wi-Fi 5 (802.11a/b/g/n/ac) (dual-band, 867 Mbit/s)                        | Wi-Fi 5 (802.11a/b/g/n/ac) (dual-band, 867 Mbit/s)                 |                                                                    |
| 10/100 Ethernet | 10/100 Ethernet                                                           | 10/100 Ethernet                                                   | 10/100 Ethernet                                                            | 10/100 Ethernet                                                           | Gigabit Ethernet                                                   |                                                                    |
| N/A | Bluetooth 2.0 + EDR (support for keyboards only)                          | Bluetooth 4.0 (support for keyboards only)                        | Bluetooth 4.0 (support for keyboards only)                                 | Bluetooth 4.0                                                             | Bluetooth 5                                                        |                                                                    |
| Infrared receiver |                                                                           |                                                                   |                                                                            |                                                                           |                                                                    |                                                                    |
| Video output |                                                                           |                                                                   |                                                                            |                                                                           |                                                                    |                                                                    |
| 1080p (undefined, following the Version 3.0 software update), 720p 60/50 Hz (NTSC/PAL), 576p 50 Hz (PAL), 480p 60 Hz (NTSC) over HDMI (HDCP capable) or Component Video (480i 60 Hz is unofficially supported) | 720p, 576p, 480p over HDMI only (HDCP capable)                            | 1080p, 720p, 576p, 480p over HDMI only (HDCP capable)             | 1080p, 720p, 576p, 480p over HDMI only (HDCP capable)                      | 1080p, 720p, 576p, 480p over HDMI only (HDCP capable)                     | 2160p, 1080p, 720p, 576p, 480p over HDMI only (HDCP capable)       |                                                                    |
| SDR | SDR                                                                       | SDR                                                               | SDR                                                                        | SDR                                                                       | SDR, HDR10, Dolby Vision                                           |                                                                    |
| Audio output |                                                                           |                                                                   |                                                                            |                                                                           |                                                                    |                                                                    |
| Optical audio (48 kHz maximum sample rate), HDMI, RCA analog stereo audio | Optical audio (48 kHz fixed sample rate), HDMI                            | Optical audio (48 kHz fixed sample rate), HDMI                    | Optical audio (48 kHz fixed sample rate), HDMI                             | HDMI-CEC, AirPlay, Bluetooth                                              | HDMI-CEC, AirPlay, Bluetooth                                       |                                                                    |
| Supports output up to 5.1 channels | Supports output up to 5.1 channels                                        | Supports output up to 5.1 channels                                | Supports output up to 5.1 channels                                         | Supports output up to 7.1 channels                                        | Supports output up to 7.1.4 channels (Dolby Atmos)                 |                                                                    |
| Nguồn điện | Built-in universal 48 W power supply                                      | Built-in universal 6 W power supply                               | Built-in universal 6 W power supply                                        | Built-in universal 6 W power supply                                       | Built-in universal 11 W power supply                               | Built-in universal 13 W power supply                               |
| Kích thước | 1.1 in (28 mm) (h) 7.7 in (197 mm) (w) 7.7 in (197 mm) (d)                | 0.9 in (23 mm) (h) 3.9 in (98 mm) (w) 3.9 in (98 mm) (d)          | 0.9 in (23 mm) (h) 3.9 in (98 mm) (w) 3.9 in (98 mm) (d)                   | 0.9 in (23 mm) (h) 3.9 in (98 mm) (w) 3.9 in (98 mm) (d)                  | 1.4 in (35 mm) (h) 3.9 in (98 mm) (w) 3.9 in (98 mm) (d)           | 1.4 in (35 mm) (h) 3.9 in (98 mm) (w) 3.9 in (98 mm) (d)           |
| Cân nặng | 2.4 lb (1.09 kg)                                                          | 9.2 oz (270 g)                                                    | 9.2 oz (270 g)                                                             | 9.2 oz (270 g)                                                            | 15 oz (425 g)                                                      | 15 oz (425 g)                                                      |
| Phiên bản hệ điều hành xuất xưởng | Apple TV Software 1.0 (dựa trên Mac OS X 10.4 Tiger)                      | Apple TV Software 4.0 (dựa trên iOS 4.1)                          | Apple TV Software 5.0 (dựa trên iOS 5.1)                                   | Apple TV Software 5.2 (dựa trên iOS 6.1)                                  | tvOS 9.0 (dựa trên iOS 9)                                          | tvOS 11.0 (dựa trên iOS 11)                                        |
| Phiên bản hệ điều hành hiện tại | Apple TV Software 3.0.2 (dựa trên Mac OS X 10.4 Tiger)                    | Apple TV Software 6.2.1 (dựa trên iOS 7.1.2)                      | Apple TV Software 7.4 (dựa trên iOS 8.4.3)                                 | Apple TV Software 7.4 (dựa trên iOS 8.4.3)                                | tvOS 13.0 (dựa trên iOS 13.1)                                      | tvOS 13.0 (dựa trên iOS 13.1)                                      |